# Alexandre Erdan
Alexandre Erdan, né le 8 février 1826 à Angles-sur-l'Anglin et mort le 24 septembre 1878 à Frascati, est un publiciste français.

## Biographie
Fils naturel d’un prélat distingué et de Rose Jacob, lingère, Erdan a été envoyé, après ses études au collège de Poitiers, au séminaire Saint-Sulpice à Paris, mais il y est resté peu de temps, ayant perdu la foi. Il a débuté, comme journaliste, à l’Événement d’Auguste Vacquerie et Paul Meurice, et en est rapidement devenu le gérant.
Républicain et libre-penseur, il a publié, à cette époque, sous le pseudonyme anagramme de son prénom André, divers ouvrages, dont l'un, les Petites Lettres d’un républicain rose, a été remarqué. Il s’est ensuite consacré tout entier à la question déjà agitée de l’orthographe comme on parle, ou « fonografie » et développé ses opinions novatrices, en 1854, dans un travail intitulé : Les Révolutionnaires de l’A. B. C., in-8º, rédigé pour un concours au prix Volney.
Le 11 juin 1851, traduit, comme gérant de l’Evénement, devant la Cour d'assises, aux côtés de Charles Hugo, qui y avait attaqué la peine de mort, à l’occasion de l’exécution de Montcharmont, pour attaque contre le respect dû aux lois, dans un article paru le 16 mai 1851, il a été acquitté. Néanmoins, compris dans la persécution de l’Événement, il a fait un mois de prison, avant de voir son journal définitivement éliminé par le gouvernement du prince-président, qui préméditait le coup d’État de ce dernier.
Sorti le premier de prison, mais n’ayant plus de journal, il lui restait à faire des livres. En 1855, il renoue avec la polémique, en publiant, dans le système « néografique », c’est-à-dire, en retranchant les lètres doubles et encombrantes, sans viser à la fonografie absolue un livre de polémique spéciale, la France mystique ou Tableau des excentricités religieuses de ce temps (1855, 2 vol. in-8; 3 édit., Amsterdam, 1860, 2 vol. in-18), ouvrage condamné, en septembre 1856, à la destruction et qui lui vaut à son auteur à un mois de prison pour insultes à la religion catholique. Les passages incriminés sont pages 39 et 40 de la préface et 12, 229, 232, 233, 282, 312, 313, 329, 344, 316, 393, 394, 413, 667, 668, 725.
Pour échapper aux effets de cette condamnation, il s’est réfugié en Suisse, à la Chaux-de-Fond, où il a fondé un journal, le National Suisse (de), dont il a rapidement abandonné la rédaction pour aller s’établir en Italie, pour habiter d’abord Florence, puis Rome. Depuis la capitale italienne, il a adressé des correspondances très remarquables, notamment l’histoire racontée au jour le jour de la campagne de Garibaldi en Sicile et à Naples, à la Presse, » au Siècle, surtout au Temps, où il avait suivi Auguste Nefftzer, lorsque ce dernier avait quitté la Presse, pour aller fonder ce journal.
Établi depuis un an, à la villa Falconieri, sur les hauteurs de Frascati, presque aux portes de Rome, sur les conseils de médecins, qui lui conseillaient l’air pur des montagnes, il est mort, presque subitement, d'une attaque, qui était la seconde, après s’être réconcilié avec l’Église.

## Publications
- Petites lettres d'un républicain rose : I. Lettre à M. de Lamartine, Paris, J. Laisné, 1849, 16 p., in-8º (OCLC 777135882, lire en ligne sur Gallica).
- Journaux relatifs à Montaigne.Quatre feuilletons de la Presse des 23-26 déc. 1853. - Suivis d'un article à eux relatif.
- Cinq lettres concernant Hoëné Wronski, Paris, Hennuyer, 1854, 8 p., in-8º (OCLC 828821599, lire en ligne sur Gallica).
- Congrès linguistique. Les Révolutionnaires de l'A.-B.-C., Paris, Coulon-Pineau, 1854, 281 p., in-8º (lire en ligne)Contient les patois et les accents, Pascal et les Jésuites, le romantisme et le fantaisisme, etc.
- La France mistique : tableau des excentricités religieuses de ce tems, Paris, Coulon-Pineau, 1855, xl-849, 2 t. en 1 vol. portr. ; in-8º, t. 1 sur Google Livres t. 2 sur Google Livres.